# 캘리포니아 대학교

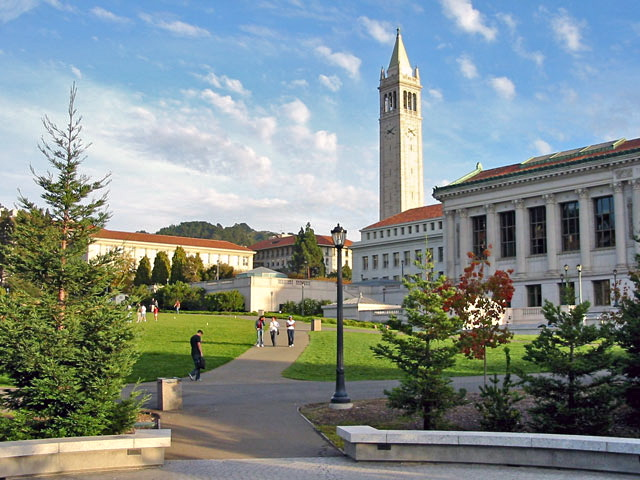
캘리포니아 대학교 버클리(UC Berkeley) (1868)

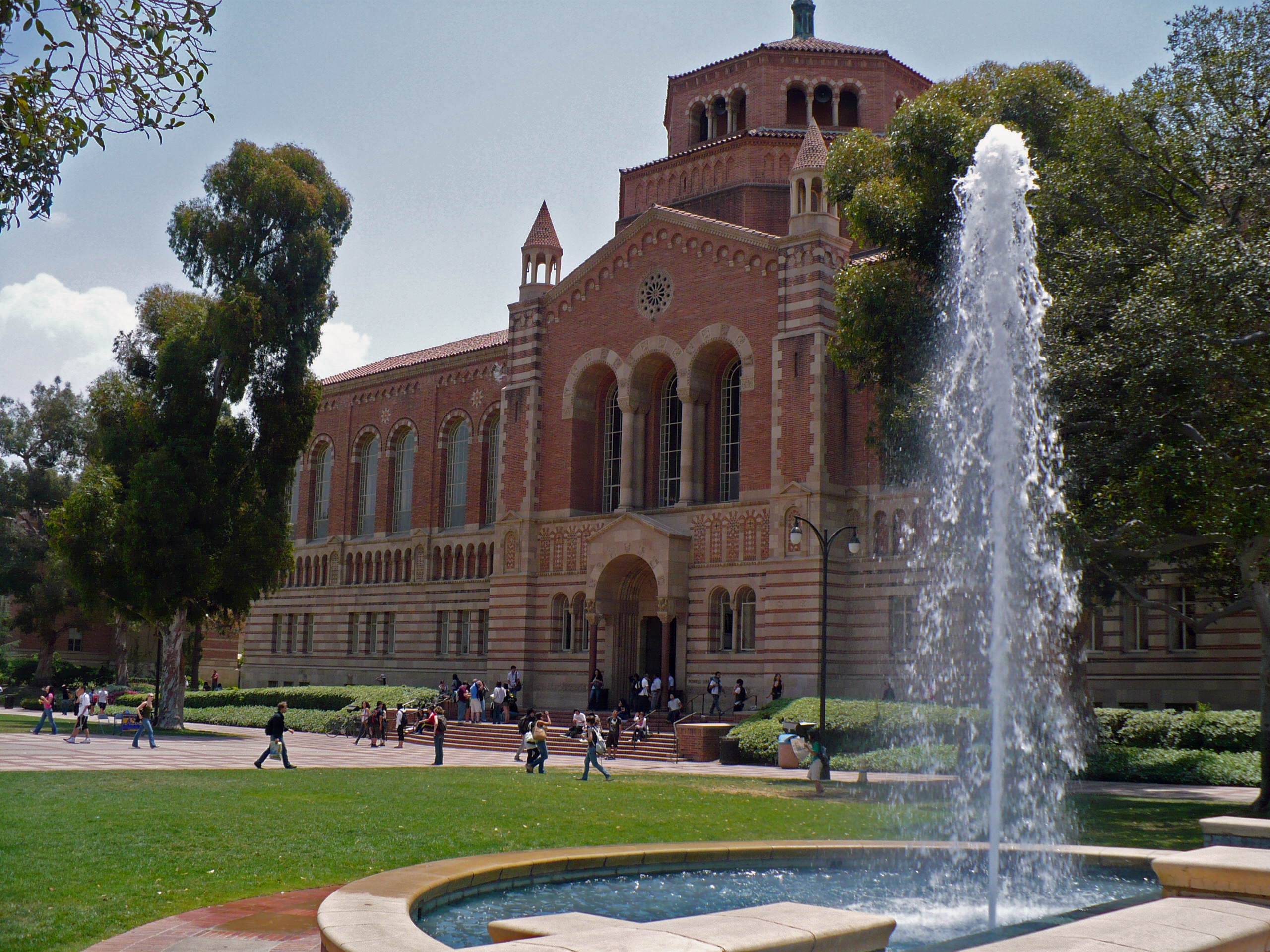
캘리포니아 대학교 로스앤젤레스(UCLA) (1919)

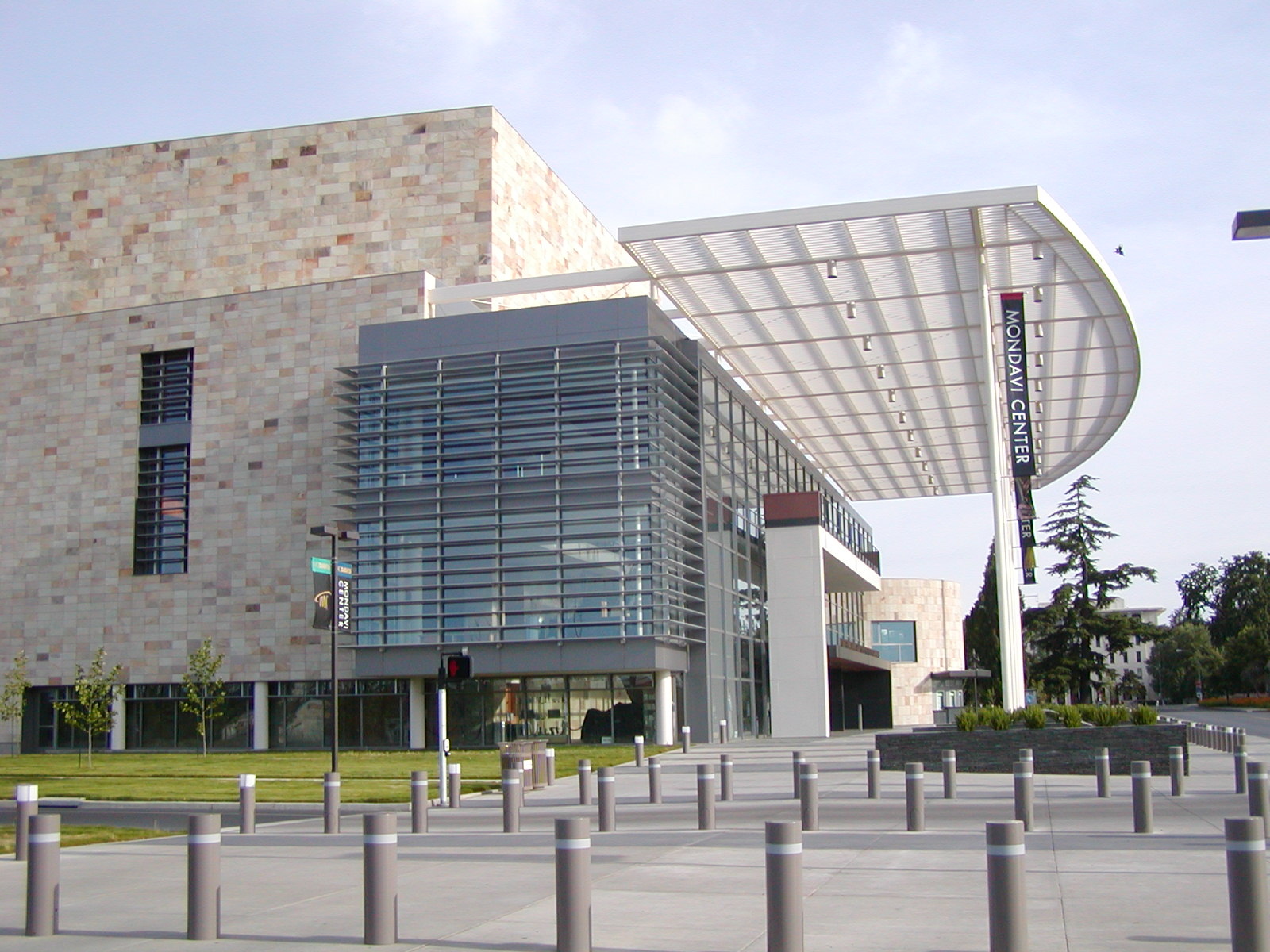
캘리포니아 대학교 데이비스(UC Davis) (1908)

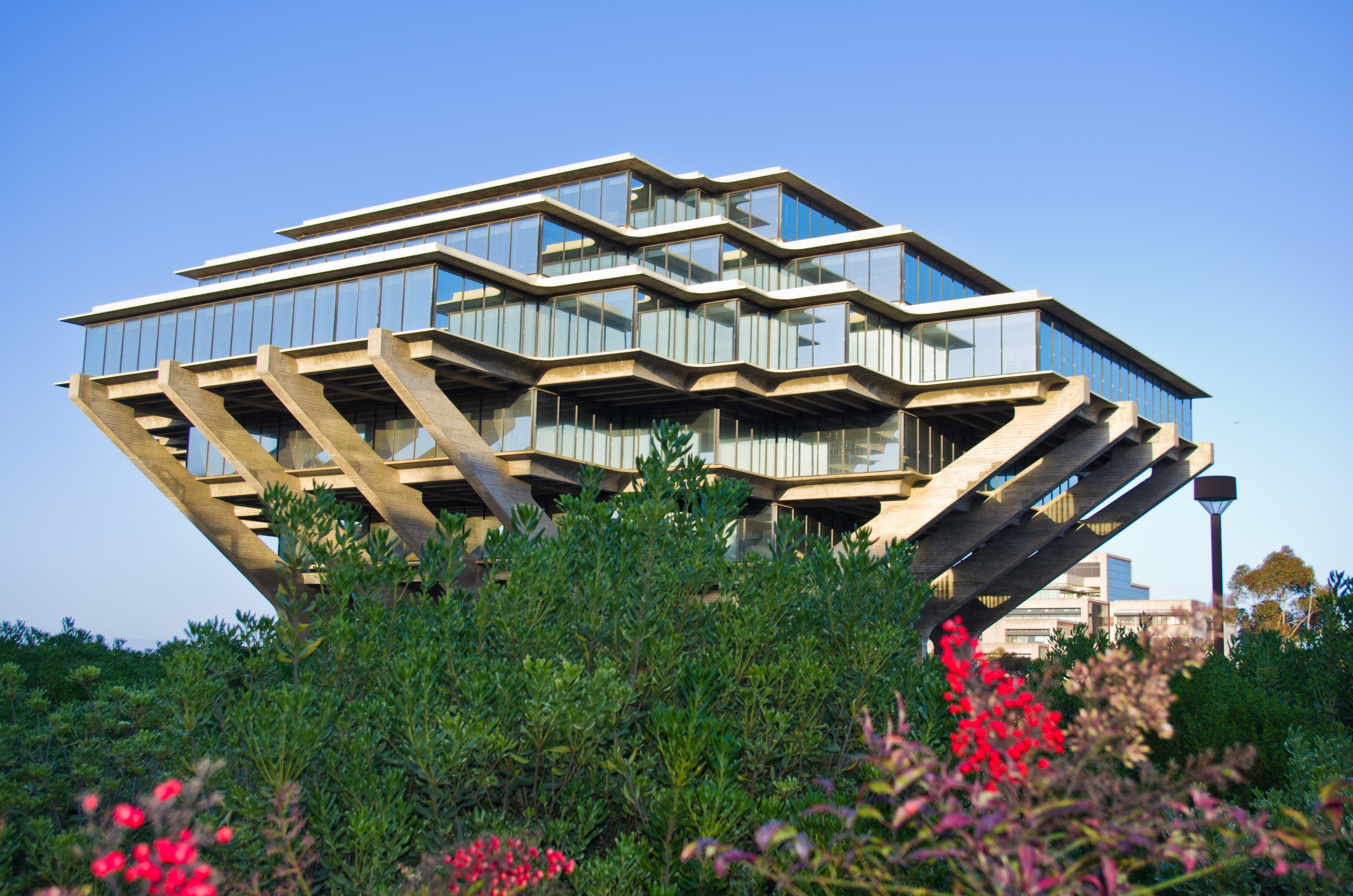
캘리포니아 대학교 샌디에이고(UC San Diego) (1960)

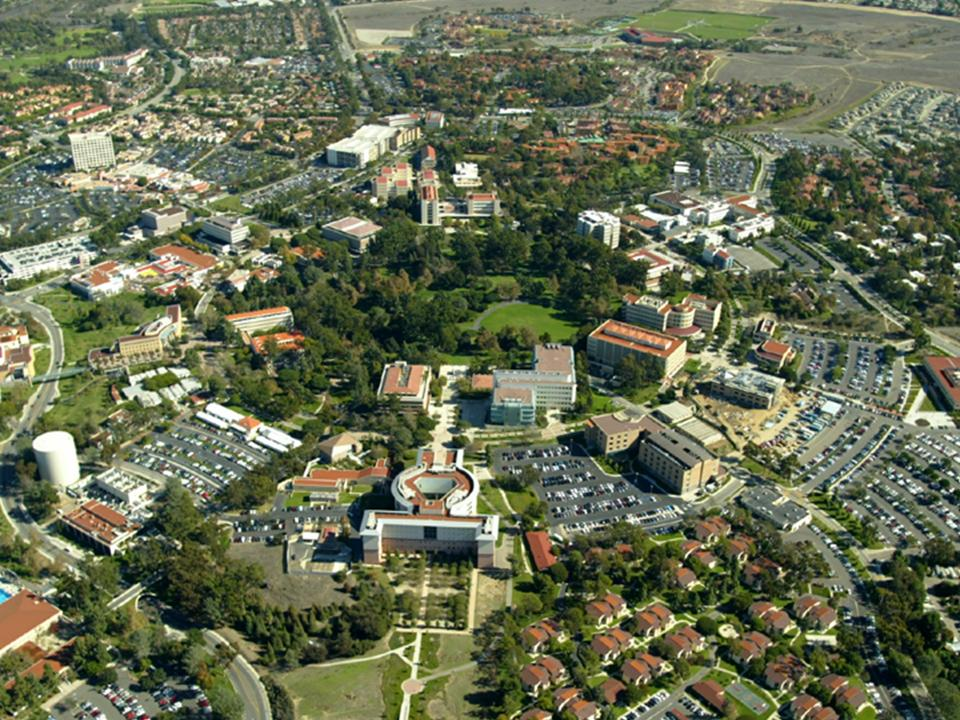
캘리포니아 대학교 어바인(UC Irvine) (1965)

캘리포니아 대학교(University of California, UC. 캘리포니아주가 설립한 주립대학으로 같은 공립학교인 캘리포니아 주립 대학교(CSU)와는 다른 학교이다. 재학생이 234,464명, 교수진이 18,896명, 교직원이 189,116명에 달해, 세계에서 가장 큰 대학 시스템을 이루고있다. 1868년에 버클리 캠퍼스가 처음 설립되었으며, 2005년 11번째 캠퍼스인 머세드 캠퍼스가 문을 열었다. 각각의 캠퍼스는 자주성을 가지고 있으며 독립적으로 운영된다.
11개 캠퍼스 중에서 신설 학교인 머세드(UC Merced)를 제외하곤 모두 미국 대학교 랭킹 40위권 내에 분포해있다. UC Berkeley와 UC Davis를 비롯한 캘리포니아 대학교 시스템은 세계적 명성에 걸맞게 학문적 수준이 매우 높다.

## 소속 캠퍼스 일람
- 캘리포니아 대학교 버클리(UC Berkeley)
- 캘리포니아 대학교 데이비스(UC Davis)
- 캘리포니아 대학교 어바인(UC Irvine)
- 캘리포니아 대학교 로스앤젤레스(UCLA)
- 캘리포니아 대학교 머세드(UC Merced)
- 캘리포니아 대학교 리버사이드(UC Riverside)
- 캘리포니아 대학교 샌디에이고(UC San Diego)
- 캘리포니아 대학교 샌프란시스코(UC San Francisco) - 의학전문대학원
- 캘리포니아 대학교 샌타바버라(UC Santa Barbara)
- 캘리포니아 대학교 샌타크루즈(UC Santa Cruz)
- 캘리포니아 대학교 헤이스팅스 법학대학원(UC Hastings) - 법학전문대학원

## 평가

### 세계
- 타임스 고등교육 (THE) 세계 대학 랭킹 : 2019년 순위에서 9개 학교가 등재되었다.[1]
- QS 세계 대학 랭킹 : 2019년 순위에 8개 학교가 등재되었다.[2]
- 세계 대학 학술 랭킹 (ARWU) : 2018년 순위에서 9개 학교가 등재되었다.[3]

|                          | THE 세계 (2019) | QS 세계 (2019) | ARWU 세계 (2018) |
| ------------------------ | --------------- | -------------- | ---------------- |
| 캘리포니아, 버클리       | 15              | 27             | 5                |
| 캘리포니아, 로스엔젤레스 | 17              | 32             | 11               |
| 캘리포니아, 샌디에고     | 30              | 41             | 15               |
| 캘리포니아, 샌타바버라   | 52              | 132 (공동)     | 46               |
| 캘리포니아, 데이비스     | 59 (공동)       | 100 (공동)     | 96               |
| 캘리포니아, 어바인       | 96 (공동)       | 169            | 83               |
| 캘리포니아, 샌타크루즈   | 167 (공동)      | 336 (공동)     | 101-150위권      |
| 캘리포니아, 리버사이드   | 201-250위권     | 384            | 151-200위권      |
| 캘리포니아, 머세드       | 351-400위권     | n/a            | n/a              |
| 캘리포니아, 샌프란시스코 | n/a             | n/a            | 21               |

### 미국내
- 《U.S. 뉴스 & 월드 리포트》 (U.S. N&WR)지: 2019년 전미 학부 순위 발표에서 9개 학교가 여러 순위에 등재되었다.
  - 미국 최고 대학 (Best National Universities)[4]
  - 미국 공립 최우수 대학 (Top Public Colleges & Universities)[5]
  - 미국 최고가치 대학 (Best Value Colleges & Universitie)[6]
  - 박사학위 수여학교 중 미국 최고 공대학부 (Best Undergraduate Engineering Programs, at schools whose highest degree is a doctorate)[7]

- 《포브스》지 : 2018년 전미 학부 순위 발표에서 8개 학교가 여러 순위에 등재되었다.
  - 미국 최우수 학부 (America's Top Colleges)[8]
  - 미국 공립 최우수 학부 25개교 (Top 25 Public Colleges)[9]

|                          | 《U.S. N&WR》 미국 최고 '19 | 《U.S. N&WR》 미국 공립 최우수 '19 | 《U.S. N&WR》 미국 최고가치 '19 | 《U.S. N&WR》 미국 최고 공대학부 (박사 수여) '19 | 《포브스》 미국 최우수 학부 '18 | 《포브스》 미국 공립 최우수 25 학부 '18 |
| ------------------------ | --------------------------- | ---------------------------------- | ------------------------------- | ------------------------------------------------ | ------------------------------- | --------------------------------------- |
| 캘리포니아, 로스엔젤레스 | 19 (공동)                   | 1                                  | 85                              | 18 (공동)                                        | 46                              | 8                                       |
| 캘리포니아, 버클리       | 22 (공동)                   | 2                                  | 112                             | 3                                                | 14                              | 1                                       |
| 캘리포니아, 샌타바버라   | 30 (공동)                   | 5 (공동)                           | n/a                             | 32 (공동)                                        | 85                              | 19                                      |
| 캘리포니아, 어바인       | 33 (공동)                   | 7                                  | 124                             | 43 (공동)                                        | 96                              | 22                                      |
| 캘리포니아, 데이비스     | 38 (공동)                   | 10 (공동)                          | 125                             | 32 (공동)                                        | 94                              | 21                                      |
| 캘리포니아, 샌디에고     | 41 (공동)                   | 12                                 | 127                             | 18 (공동)                                        | 81                              | 18                                      |
| 캘리포니아, 샌타크루즈   | 70 (공동)                   | 26 (공동)                          | 134                             | 104 (공동)                                       | 185 (공동)                      | n/a                                     |
| 캘리포니아, 리버사이드   | 85 (공동)                   | 35 (공동)                          | 136                             | 87 (공동)                                        | 204                             | n/a                                     |
| 캘리포니아, 머세드       | 136 (공동)                  | 67 (공동)                          | 115                             | 167 (공동)                                       | n/a                             | n/a                                     |

## 참고 문헌
1. ↑  Times Higher Education (THE). “World University Rankings 2019”. 2019년 7월 17일에 확인함.
2. ↑  QS World University Rankings 2019. “Top Universities”. 2019년 7월 17일에 확인함.
3. ↑  Academic Ranking of World Universities 2018 - Top 500 universities. “ARWU World University Rankings 2018”. Shanghai Ranking. 2018년 8월 16일에 원본 문서에서 보존된 문서. 2019년 7월 17일에 확인함.
4. 1 2  US News Rankings. “2019 Best National Universities”.
5. 1 2  US News Rankings. “2019 Top Public Colleges & Universities”.
6. 1 2  US News Rankings. “2019 Best Value Colleges & Universities”.
7. 1 2  US News Rankings. “2019 Best Undergraduate Engineering Programs”.
8. 1 2  Forbes (2018년 8월 21일). “America's Top Colleges List”.
9. 1 2  Tia Nanjappan (2018년 8월 21일). “Top 25 Public Colleges 2018”. Forbes.